# Центели (Ошмянский район)
Центели (бел. Цантэ́лі) — хутор в Ошмянском районе Гродненской области Белоруссии. В составе Жупранского сельсовета.

## География
Ближайшие населённые пункты Гринцы, Ягеловщина и др.
Рядом трасса М7 (Е28).

### Гидрография
Рядом река Войгета.

## Этимология
В составе балтско-литовских двухосновных имен известны основы Ten-, Tel-, которые могли дать имя Tentelas (Центел). От него и псковский топоним Центелева. Начальный элемент в названии Цантели претерпел эволюцию: Цен- > Цэн- > Цан- (перед ударением). Основа Ten- и в имени Tenys, от которого Теневичи (ныне «Тиневичи»). С другой основой Ter- вычитаемая фамилия Тертель (< Ter-telas).

## История
До 20 июня 1988 года хутор входил в состав Полянского сельсовета.

## Население

### Численность
- 1999 год — 1 житель

### Динамика
- 1999 год — 1 житель (перепись населения)[3]